# Eden Fesi
Eden Fesi, también conocido como Colector o Distribuidor (Manifold), es un personaje ficticio, superhéroe mutante que aparece en los cómics americanos publicados por Marvel Comics. Creado por Jonathan Hickman y Stefano Caselli, el personaje apareció por primera vez en Secret Warriors # 4 (julio de 2009) y se unió al elenco habitual de ese cómic. Fesi es un mutante australiano aborigen con la capacidad de doblar el tiempo y el espacio, conectando una pieza a otra y permitiéndole teletransportarse. Fesi se unió a los Vengadores como parte del relanzamiento Marvel NOW!. En 2013, ComicsAlliance clasificó a Colector como el número 12 en su lista de los "50 personajes masculinos más sexys de los cómics".

## Historial de publicaciones
Eden Fesi apareció por primera vez en Secret Warriors # 4 (julio de 2009), y fue creada por el escritor Jonathan Hickman y el artista Stefano Caselli. Apareció en el libro hasta su conclusión en el número 28 (septiembre de 2011). También hizo apariciones especiales como miembro de Secret Warriors en Dark Avengers # 9 (noviembre de 2009), New Avengers # 62 (abril de 2010) y Siege # 2-3 (abril-mayo de 2010).
Fesi, como Manifold, aparece como miembro de los Vengadores de Hickman, comenzando con Vengadores vol. 5, # 1 (diciembre de 2012), una parte de relanzamiento Marvel NOW!. Hickman dijo que, al crear el personaje, inicialmente tenía la intención de darle el nombre en clave "Calabi-Yau", el nombre de una variedad Calabi-Yau, pero cuando agregó el personaje a la lista de los Vengadores, decidió usar el nombre en clave "Colector".

## Biografía ficticia
Eden Fesi, un teletransportador mutante que vive en Kata Tjuṯa, Australia bajo la tutela de Gateway, es reclutado por Nick Fury para formar parte de sus Secret Warriors. Duda al principio, acepta cuando Gateway da su bendición. Casi inmediatamente después de ser reclutado, Eden tiene que teletransportar a todo el equipo al medio de una gran batalla a bordo de un muelle para salvar a Fury. Acompaña al equipo en varias misiones, incluida una infiltración de la base de H.A.M.M.E.R. que los pone en conflicto con los Vengadores Oscuros y un ataque a una base de HYDRA que deja a Eden gravemente herido. El equipo se disuelve, ya que Hellfire los había traicionado y Eden entra en coma. Eden finalmente se recupera por completo.
Como parte del evento Marvel NOW!, Eden ahora está operando bajo el nombre de Colector. Es reclutado por el Capitán América y Iron Man para los Vengadores, como parte de su intento de hacer que el equipo tenga un alcance más global. Como parte de los Vengadores, se encuentra con los Guardianes de la Galaxia cuando este último equipo es emboscado y casi asesinado por extraterrestres misteriosos.
Durante la historia de Secret Wars, Pantera Negra prepara a Colector para su tarea que le pide que se sacrifique para teletransportar a otros héroes a la seguridad del bote salvavidas de Míster Fantástico. Colector teletransporta a otros superhéroes como Spider-Man y Star-Lord al bote salvavidas de Míster Fantástico.

## Poderes y habilidades
La mutación de Eden le permite doblar la realidad, doblar y torcer el espacio-tiempo. Daisy Johnson lo describió como un "teletransportador mejorado". Los portales de Eden permanecen abiertos hasta que él decide cerrarlos. 

## Otras versiones
En una realidad alternativa sin nombre, la versión caucásica de Manifold (con el mismo disfraz que Eden) aparece en Wakanda junto a la villana Cisne Negro. Cisne Negro luego mata a este Colector después de que sus habilidades de teletransportación dejan de funcionar. En el siguiente número, ella se refiere a sus acciones como un asesinato por piedad, indicando que un múltiple no puede usar sus habilidades una vez que abandona su propio universo.

## En otros medios

### Televisión
Se alude a Eden en la serie de televisión Agents of S.H.I.E.L.D. de Marvel Cinematic Universe, en el episodio "The Inside Man". Mientras el equipo está espiando a las distintas delegaciones extranjeras, se revela que el gobierno australiano tiene a Eden en su poder. Se dice que es un inhumano en lugar de ser un mutante.

### Videojuegos
La apariencia múltiple de Eden Fesi aparece en Marvel Heroes.